# Lewinia mirifica
Il rallo di Luzon o rallo bandebrune (Lewinia mirifica Parkes e Amadon, 1959) è un uccello della famiglia dei Rallidi originario delle Filippine.

## Distribuzione e habitat
Vive nelle foreste pluviali di Luzon (province di Benguet, Camarines Norte, Kalinga, Apayao, Mountain, Nueva Ecija e Nueva Vizcaya) e Samar. Un esemplare è stato avvistato a 2240 m di quota.

## Biologia
Non sappiamo quasi nulla sulle abitudini di questa specie sfuggente, ma probabilmente esse non si discostano molto da quelle del rallo di Lewin. Gli spostamenti registrati sul passo Dalton in maggio-giugno e in ottobre-dicembre sembrerebbero indicare che effettui una dispersione post-nidificazione o migrazioni locali. Le abitudini riproduttive sono del tutto sconosciute.

## Conservazione
Il rallo di Luzon viene cacciato dagli abitanti locali, ma non conoscendo l'entità delle sue popolazioni non sappiamo quanto questo possa influire sulla sua sopravvivenza.